# Saulkrasti
Saulkrasti è un comune della Lettonia appartenente alla regione storica della Livonia di 6.082 abitanti (dati 2009).

## Località
Il comune è stato istituito nel 2009 con la riorganizzazione del territorio cittadino.